# Esperanza (Messico)
Esperanza è una municipalità dello stato di Puebla, nel Messico centrale, il cui capoluogo è la località omonima.
Conta 13.785 abitanti (2010) e ha una estensione di 79,03 km². 	 	
Il nome della località fu dato in ricordo della figlia del fondatori, scomparsa poco prima.